# Броншевице (гмина)
Броншевице (пол. Brąszewice) — сельская гмина (волость) в Польше, входит как административная единица в Серадзкий повет, Лодзинское воеводство. Население — 4477 человек (на 2004 год).

## Соседние гмины
1. Гмина Блашки
2. Гмина Бжезины
3. Гмина Бжезнё
4. Гмина Чайкув
5. Гмина Клёнова
6. Гмина Врублев
7. Гмина Злочев